# 平如美棠：我倆的故事
《平如美棠：我倆的故事》是由饒平如所寫的回憶錄，原版由廣西師範大學出版社出版。故事背景開始於故事從作者饒平如少年時開始，內容以繪畫和文字的方式記述作者與其妻子美棠從初識到相處的時光。

## 內容
故事始於1930年代的江西南城，隨後作者於第二次世界大戰及國共內戰中為國民黨效命，在為國民黨服務期間，他曾擔任排長。在1946年春天，他與自幼認識的美棠訂婚，並在1948年於江西大旅社舉行婚禮。然而，因為他曾加入國民革命軍，而被迫和家人闊別22年。

## 各語言版本
除最初的版本外，在國外還出現了繁體中文、義大利文、法文、英文、西班牙文、荷蘭文、韓文等版本。2015年10月，該書亮相法蘭克福書展。